# TVP2
TVP2 (TVP Dwa, Telewizja Polska 2, Program II Telewizji Polskiej, "Dwójka") je polský veřejný mainstreamový televizní kanál provozovaný TVP. Jeho program obsahuje různorodé pořady (dokumentární, historické, talkshow, game-show), zaměřen je ale především na zábavu: stand-up comedy, komediální show, kabaret a tematické talk show (například o cestování nebo cizích kulturách).

## TVP2 HD
Kromě SD vysílání, je TVP2 dostupná i v HD rozlišení jako TVP2 HD. Vysílání TVP2 HD začalo v červnu 2012 přenosem z UEFA Euro 2012.

Logo TVP2 HD